# Grão-Príncipe da Toscana

Brasão de Armas do Grão-Príncipe da Toscana.

Grão-Príncipe da Toscana (em italiano:  Gran principi di Toscana) era o título do herdeiro do trono toscano.
O soberano do estado toscano usava o título de Grão-Duque e o seu herdeiro, o filho varão mais velho, era designado por Sua Alteza, o Grão-Principe da Toscana. A consorte do Grão-Príncipe era titulada de Grã-Princesa.
De todos os Grão-Príncipes apenas dois não chegaram a reinar por terem morrido antes do pai: Filipe de Médici (filho do Grão-Duque Fernando I) e Fernando de Médici (filho do Grão-Duque Cosme III). Fernando foi, na verdade, o mais conhecido Grão-Príncipe da Toscana pelo seu envolvimento na descoberta do piano (il piano forte).

## Lista de grão-príncipes da Toscana

### Casa de Médici
| Figura | Nome                  | Pai                   | Nascimento           | Tornou-se Príncipe                                   | Deixou de ser Príncipe                      | Morte                   | Esposa                                 | Casamento              |
| ------ | --------------------- | --------------------- | -------------------- | ---------------------------------------------------- | ------------------------------------------- | ----------------------- | -------------------------------------- | ---------------------- |
|        | Francisco de Médici   | Cosme I de Médici     | 25 de março de 1541  | 21 de agosto de 1569 Toscana torna-se um Grão-Ducado | 21 de abril de 1574 torna-se Grão-Duque     | 17 de outubro de 1587   | Joana de Áustria                       | 18 de dezembro de 1565 |
|        | Filipe de Médici      | Francisco I de Médici | 20 de maio de 1577   | 20 de maio de 1577                                   | 29 de março de 1582                         | 29 de março de 1582     | nunca casou                            | nunca casou            |
|        | Cosme de Médici       | Fernando I de Médici  | 12 de maio de 1590   | 12 de maio de 1590                                   | 17 de fevereiro de 1609 torna-se Grão-Duque | 28 de fevereiro de 1621 | Maria Madalena de Áustria              | 19 de outubro de 1608  |
|        | Fernando de Médici    | Cosme II de Médici    | 14 de julho de 1610  | 14 de julho de 1610                                  | 28 de fevereiro de 1621 torna-se Grão-Duque | 23 de maio de 1670      | Vitória Della Rovere                   | 26 de setembro de 1633 |
|        | Cosme de Médici       | Fernando II de Médici | 14 de agosto de 1642 | 14 de agosto de 1642                                 | 23 de maio de 1670 torna-se Grão-Duque      | 31 de outubro de 1723   | Margarida Luísa de Orleães             | 12 de Junho de 1661    |
|        | Fernando de Médici    | Cosme III de Médici   | 9 de agosto de 1663  | 23 de maio de 1670                                   | 31 de outubro de 1713                       | 31 de outubro de 1713   | Violante Beatriz de Baviera            | 9 de Janeiro de 1689   |
|        | João Gastão de Médici | Cosme III de Médici   | 24 de maio de 1671   | 30 de outubro de 1713                                | 31 de outubro de 1723 torna-se Grão-Duque   | 9 de julho de 1737      | Ana Maria Francisca de Saxe-Lauemburgo | 2 de julho de 1697     |